# Intermission: Extraneous Music from the Residents’ Mole Show
Intermission: Extraneous Music from the Residents' Mole Show to EP autorstwa awangardowej grupy The Residents wydana w 1983 roku. Zawartość albumu stanowią utwory puszczane z taśmy na rozpoczęcie, zakończenie oraz w przerwach spektaklów zespołu w ramach trasy koncertowej The Mole Show. Całość EP-ki została dołączona do reedycji płyty Mark of the Mole z 1987 roku. 

## Lista utworów
1. Lights Out (Prelude)
2. Shorty's Lament (Intermission)
3. The Moles Are Coming (Intermission)
4. Would We Be Alive? (Intermission)
5. The New Hymn (Recessional)